# Bay (Somalie)
Pour les articles homonymes, voir Bay.
Bay (ou Baay) est une région enclavée du sud de la Somalie, limitrophe des régions somalies de Bakool au nord, Gedo à l'ouest, Jubbada Dhexe au sud ouest, Shabeellaha Hoose au sud-est et à l'est.

## Districts
Les quatre districts sont :
- Baidoa District
- Buurhakaba District
- Diinsoor District
- Qasahdhere District

## Villes
Les villes principales sont Baidoa (capitale), Dinsoor

## Histoire
Le clan principal est le clan Rahanweyn.
Dans les années 1990-2000, la Rahanweyn Resistance Army (RRA) a mené des actions militaires importantes dans la région.